# Lista de campeões juvenis em duplas de torneios do Grand Slam
Esta é a lista de campeões juvenis em duplas do Australian Open, de Roland Garros, de Wimbledon e do US Open.
A era amadora abrangeu apenas o Australian Open, que em 1968–1927 era o Australian Championships é até 1926, o Australasian Championships.
A era profissional ou aberta da categoria começou em 1969, quando apenas existia o Grand Slam australiano. Outros torneios debutariam duplas juvenis mais de dez anos depois.

## Por ano

### Era aberta
| Ano  | Australian Open                                 | Roland Garros                                       | Wimbledon                                           | US Open                                                     |
| ---- | ----------------------------------------------- | --------------------------------------------------- | --------------------------------------------------- | ----------------------------------------------------------- |
| 2025 | Maxwell Exsted (2/2) Jan Kumstát                |                                                     |                                                     |                                                             |
| 2024 | Maxwell Exsted (1/2) Cooper Woestendick         | Nicolai Budkov Kjær Joel Schwärzler                 | Alexander Razeghi Max Schönhaus                     | Maxim Mrva Rei Sakamoto                                     |
| 2023 | Learner Tien Cooper Williams                    | Yaroslav Demin Rodrigo Pacheco Méndez               | Jakub Filip Gabriele Vulpitta                       | Max Dahlin Oliver Ojakaar                                   |
| 2022 | Bruno Kuzuhara Coleman Wong (2/2)               | Edas Butvilas (2/2) Mili Poljičak                   | Sebastian Gorzny Alex Michelsen                     | Ozan Baris Nishesh Basavareddy                              |
| 2021 | Torneio juvenil não realizado                   | Arthur Fills Giovanni Mpetshi Perricard             | Edas Butvilas (1/2) Alejandro Manzanera Pertusa     | Max Westphal Coleman Wong (1/2)                             |
| 2020 | Nicholas David Ionel Leandro Riedi              | Flavio Cobolli Dominic Stricker                     | Torneio não realizado devido à pandemia de COVID-19 | Torneio juvenil não realizado devido à pandemia de COVID-19 |
| 2019 | Jonáš Forejtek (1/2) Dalibor Svrčina            | Matheus Pucinelli de Almeida Thiago Agustín Tirante | Jonáš Forejtek (2/2) Jiří Lehečka                   | Eliot Spizzirri Tyler Zink                                  |
| 2018 | Hugo Gaston Clément Tabur                       | Ondřej Štyler Naoki Tajima                          | Yankı Erel Otto Virtanen                            | Adrian Andreev Anton Matusevich                             |
| 2017 | Hsu Yu-hsiou (1/3) Zhao Lingxi                  | Nicola Kuhn Zsombor Piros                           | Axel Geller Hsu Yu-hsiou (2/3)                      | Hsu Yu-hsiou (3/3) Wu Yibing                                |
| 2016 | Alex de Minaur Blake Ellis                      | Yshai Oliel Patrik Rikl                             | Kenneth Raisma Stefanos Tsitsipas                   | Juan Carlos Aguilar Felipe Meligeni Alves                   |
| 2015 | Jake Delaney Marc Polmans                       | Álvaro López San Martín Jaume Munar                 | Lý Hoàng Nam Sumit Nagal                            | Félix Auger-Aliassime Denis Shapovalov                      |
| 2014 | Lucas Miedler Bradley Mousley (2/2)             | Benjamin Bonzi Quentin Halys                        | Orlando Luz Marcelo Zormann                         | Omar Jasika Naoki Nakagawa                                  |
| 2013 | Jay Andrijic Bradley Mousley (1/2)              | Kyle Edmund (2/2) Frederico Ferreira Silva (2/2)    | Thanasi Kokkinakis Nick Kyrgios (3/3)               | Kamil Majchrzak Martin Redlicki                             |
| 2012 | Liam Broady (2/2) Joshua Ward-Hibbert           | Andrew Harris (1/2) Nick Kyrgios (1/3)              | Andrew Harris (2/2) Nick Kyrgios (2/3)              | Kyle Edmund (1/2) Frederico Ferreira Silva (1/2)            |
| 2011 | Filip Horanský Jiří Veselý                      | Andrés Artuñedo Roberto Carballes                   | George Morgan Mate Pavić                            | Robin Kern Julian Lenz                                      |
| 2010 | Justin Eleveld Jannick Lupescu                  | Duilio Beretta (1/2) Roberto Quiroz (1/2)           | Liam Broady (1/2) Tom Farquharson                   | Duilio Beretta (2/2) Roberto Quiroz (2/2)                   |
| 2009 | Francis Casey Alcantara Hsieh Cheng-peng (3/4)  | Marin Draganja Dino Marcan                          | Pierre-Hugues Herbert Kevin Krawietz                | Márton Fucsovics Hsieh Cheng-peng (4/4)                     |
| 2008 | Hsieh Cheng-peng (1/4) Yang Tsung-hua (1/2)     | Henri Kontinen Christopher Rungkat                  | Hsieh Cheng-peng (2/4) Yang Tsung-hua (2/2)         | Nikolaus Moser Cedrik-Marcel Stebe                          |
| 2007 | Graeme Dyce Harri Heliövaara                    | Thomas Fabbiano Andrei Karatchenia                  | Daniel Lopez Matteo Trevisan                        | Jonathan Eysseric Jérôme Inzerillo                          |
| 2006 | Błażej Koniusz Grzegorz Panfil                  | Emiliano Massa (2/2) Kei Nishikori                  | Kellen Damico Nathaniel Schnugg (1/2)               | Jamie Hunt Nathaniel Schnugg (2/2)                          |
| 2005 | Kim Sun-yong Yi Chu-huan                        | Emiliano Massa (1/2) Leonardo Mayer                 | Jesse Levine Michael Shabaz                         | Alex Clayton Donald Young                                   |
| 2004 | Brendan Evans (1/3) Scott Oudsema (2/4)         | Pablo Andújar Marcel Granollers                     | Brendan Evans (2/3) Scott Oudsema (3/4)             | Brendan Evans (3/3) Scott Oudsema (4/4)                     |
| 2003 | Scott Oudsema (1/4) Phillip Simmonds            | Georgy Balázs Dudi Sela                             | Florin Mergea (2/2) Horia Tecău (2/2)               | Torneio de duplas não realizado devido à chuva              |
| 2002 | Ryan Henry Todd Reid                            | Markus Bayer Philipp Petzschner                     | Florin Mergea (1/2) Horia Tecău (1/2)               | Michel Koning Bas Van der Valk                              |
| 2001 | Ytai Abougzir Luciano Vitullo                   | Alejandro Falla Carlos Salamanca                    | Frank Dancevic Giovanni Lapentti                    | Tomáš Berdych Stéphane Bohli                                |
| 2000 | Nicolas Mahut (2/2) Tommy Robredo (1/2)         | Marc López Tommy Robredo (2/2)                      | Dominique Coene Kristof Vliegen                     | Lee Childs James Nelson                                     |
| 1999 | Jürgen Melzer Kristian Pless                    | Irakli Labadze Lovro Zovko                          | Guillermo Coria David Nalbandian                    | Julien Benneteau Nicolas Mahut (1/2)                        |
| 1998 | Jérôme Haehnel Julien Jeanpierre                | José de Armas (2/2) Fernando González (2/2)         | Roger Federer Olivier Rochus                        | K. J. Hippensteel David Martin                              |
| 1997 | David Sherwood James Trotman                    | José de Armas (1/2) Luis Horna (1/2)                | Luis Horna (2/2) Nicolás Massú (1/2)                | Fernando González (1/2) Nicolás Massú (2/2)                 |
| 1996 | Daniele Bracciali (1/2) Jocelyn Robichaud (2/3) | Sébastien Grosjean Olivier Mutis                    | Daniele Bracciali (2/2) Jocelyn Robichaud (3/3)     | Bob Bryan Mike Bryan                                        |
| 1995 | Luke Bourgeois Jong-Min Lee (1/2)               | Raemon Sluiter Peter Wessels                        | Martin Lee James Trotman                            | Jong-Min Lee (2/2) Jocelyn Robichaud (1/3)                  |
| 1994 | Ben Ellwood (1/3) Mark Philippoussis (1/2)      | Gustavo Kuerten Nicolás Lapentti (1/2)              | Ben Ellwood (2/3) Mark Philippoussis (2/2)          | Ben Ellwood (3/3) Nicolás Lapentti (2/2)                    |
| 1993 | Lars Rehmann Christian Tambue                   | Steven Downs (1/2) James Greenhalgh (1/2)           | Steven Downs (2/2) James Greenhalgh (2/2)           | Neville Godwin Gareth Williams                              |
| 1992 | Grant Doyle (2/3) Brad Sceney                   | Enrique Abaroa Grant Doyle (3/3)                    | Steven Baldas Scott Draper                          | Jimmy Jackson Eric Taino                                    |
| 1991 | Grant Doyle (1/3) Joshua Eagle                  | Thomas Enqvist Magnus Martinelle                    | Karim Alami (1/2) Greg Rusedski                     | Karim Alami (2/2) John Laffnie de Jager                     |
| 1990 | Roger Pettersson Marten Renström                | Sébastien Lareau (1/2) Sébastien Leblanc (1/3)      | Sébastien Lareau (2/2) Sébastien Leblanc (2/3)      | Sébastien Leblanc (3/3) Greg Rusedski                       |
| 1989 | Johan Anderson (1/2) Todd Woodbridge (6/7)      | Johan Anderson (2/2) Todd Woodbridge (7/7)          | Jared Palmer Jonathan Stark (3/3)                   | Wayne Ferreira Grant Stafford                               |
| 1988 | Jason Stoltenberg (3/5) Todd Woodbridge (3/7)   | Jason Stoltenberg (4/5) Todd Woodbridge (4/7)       | Jason Stoltenberg (5/5) Todd Woodbridge (5/7)       | Jonathan Stark (2/3) Jonathan Yancey                        |
| 1987 | Jason Stoltenberg (1/5) Todd Woodbridge (1/7)   | Jim Courier Jonathan Stark (1/3)                    | Jason Stoltenberg (2/5) Todd Woodbridge (2/7)       | Goran Ivanišević Diego Nargiso                              |
| 1986 | Torneio não realizado devido à mudança de data  | Franco Davín Guillermo Pérez-Roldán                 | Tomás Carbonell (1/2) Petr Korda (2/2)              | Tomás Carbonell (2/2) Javier Sánchez                        |
| 1985 | Brett Custer David Macpherson ‡                 | Petr Korda (1/2) Cyril Suk                          | Agustín Moreno Jaime Yzaga                          | Joey Blake Darren Yates                                     |
| 1984 | Mike Baroch Mark Kratzmann (4/4) ‡              | Luke Jensen Patrick McEnroe                         | Ricky Brown Robbie Weiss                            | Leonardo Lavalle Mihnea-Ion Năstase                         |
| 1983 | Jamie Harty Des Tyson ‡                         | Mark Kratzmann (1/4) Simon Youl (1/3)               | Mark Kratzmann (2/4) Simon Youl (2/3)               | Mark Kratzmann (3/4) Simon Youl (3/3)                       |
| 1982 | Brendan Burke Mark Hartnett ‡                   | Pat Cash (1/2) John Frawley (1/2)                   | Pat Cash (2/2) John Frawley (2/2)                   | Jonathan Canter Michael Kures                               |
| 1981 | David Lewis Tony Withers ‡                      | Barry Moir Michael Robertson                        |                                                     |                                                             |
| 1980 | William Masur Craig Miller ‡                    |                                                     |                                                     |                                                             |
| 1979 | Michael Fancutt (2/2) Greg Whitecross ‡         |                                                     |                                                     |                                                             |
| 1978 | Michael Fancutt (1/2) William Gilmour ‡         |                                                     |                                                     |                                                             |
| 1977 | Ray Kelly Geoffrey Thams ‡                      |                                                     |                                                     |                                                             |
| 1977 | Phil Davies Peter Smylie                        |                                                     |                                                     |                                                             |
| 1976 | Charlie Fancutt P.M. McCarthy                   |                                                     |                                                     |                                                             |
| 1975 | Glenn Busby Warren Maher                        |                                                     |                                                     |                                                             |
| 1974 | David Carter Trevon Little                      |                                                     |                                                     |                                                             |
| 1973 | Terry Saunders Graham Thoroughgood              |                                                     |                                                     |                                                             |
| 1972 | William Durham Steve Myers                      |                                                     |                                                     |                                                             |
| 1971 | S. Marks Michael Phillips                       |                                                     |                                                     |                                                             |
| 1970 | Allan McDonald Greg Perkins                     |                                                     |                                                     |                                                             |
| 1969 | Neil Higgins John James                         |                                                     |                                                     |                                                             |

### Era amadora
| Ano                                                                     | Australian Open                        |
| ----------------------------------------------------------------------- | -------------------------------------- |
| 1968                                                                    | Phil Dent William Lloyd                |
| 1967                                                                    | John Barlett Sven Ginman               |
| 1966                                                                    | Rorbert Layton Pat McCumstie           |
| 1965                                                                    | Terence Musgrave John Walker           |
| 1964                                                                    | Stanley Matthews Graham Stillwell      |
| 1963                                                                    | Robert Brien John Cotterill            |
| 1962                                                                    | William Bowrey Geoffrey Knox           |
| 1961                                                                    | Rod Brent John Newcombe                |
| 1960                                                                    | Greg Hughes Jim Shepherd               |
| 1959                                                                    | Jose Luis Arilla Butch Buchholz        |
| 1958                                                                    | Bob Hewitt Martin Mulligan             |
| 1957                                                                    | Frank Gorman Rod Laver                 |
| 1956                                                                    | Paul Heamden Bob Mark                  |
| 1955                                                                    | Mike Green Gerry Moss                  |
| 1954                                                                    | Mal Anderson Roy Emerson               |
| 1953                                                                    | William Gilmore Warren Woodcock        |
| 1952                                                                    | Lew Hoad (3/3) Ken Rosewall (3/3)      |
| 1951                                                                    | Lew Hoad (2/3) Ken Rosewall (2/3)      |
| 1950                                                                    | Lew Hoad (1/3) Ken Rosewall (1/3)      |
| 1949                                                                    | John Blacklock Clive Wilderspin        |
| 1948                                                                    | Don Candy Ken McGregor                 |
| 1947                                                                    | Rex Hartwig Allan Kendall              |
| 1946                                                                    | Frank Herringe George Worthington      |
| Torneio não realizado entre 1945 e 1941 devido à Segunda Guerra Mundial |                                        |
| 1940                                                                    | William Edwards Dinny Pails (3/3)      |
| 1939                                                                    | Roy Felan H.N. Impey                   |
| 1938                                                                    | Dinny Pails (2/3) William Sidwell      |
| 1937                                                                    | John Bromwich (2/2) Dinny Pails (1/3)  |
| 1936                                                                    | John Gilchrist Henry Lindo             |
| 1935                                                                    | John Bromwich (1/2) Arthur Huxley      |
| 1934                                                                    | Neils Ennis Colin McKenzie             |
| 1933                                                                    | Jack Purcell (2/2) Bert Tonkin (2/2)   |
| 1932                                                                    | Adrian Quist (2/2) Len Schwartz        |
| 1931                                                                    | Jack Purcell (1/2) Bert Tonkin (1/2)   |
| 1930                                                                    | Adrian Quist (1/2) Don Turnbull        |
| 1929                                                                    | C.W. Cropper W.B. Walker               |
| 1928                                                                    | Jack Crawford (4/4) C. Whiteman        |
| 1927                                                                    | Jack Crawford (3/4) Harry Hopman (3/3) |
| 1926                                                                    | Jack Crawford (2/4) Harry Hopman (2/3) |
| 1925                                                                    | Jack Crawford (1/4) Harry Hopman (1/3) |
| 1924                                                                    | A. Berckelman Ray Dunlop               |
| 1923                                                                    | Edgar Moon L. Roche (2/2)              |
| 1922                                                                    | C. Grogan L. Roche (1/2)               |

| Legenda |
| ‡ Edição do Australian Open realizada em dezembro (tradicionalmente, o evento é disputado em janeiro). Em 1977, aconteceram duas edições: em janeiro e dezembro |